# خفية الأبواغ الصغيرة
خفية الأبواغ الصغيرة هي نوعٌ من ضمن عدة أنواعٍ تسبب داء خفيات الأبواغ، وهو مرض طفيلي في القناة الهضمية للثدييات.